# Iglesia de Santa Catalina de Siena (Detroit)
La iglesia de Santa Catalina de Siena es una iglesia católica ubicada en 4151 Seminole Street en Detroit, la ciudad más grande del estado de Míchigan (Estados Unidos). En la actualidad recibe el nombre de iglesia de San Agustín y Santa Mónica. La iglesia fue incluida en el Registro Nacional de Lugares Históricos en 1991. 

## Descripción

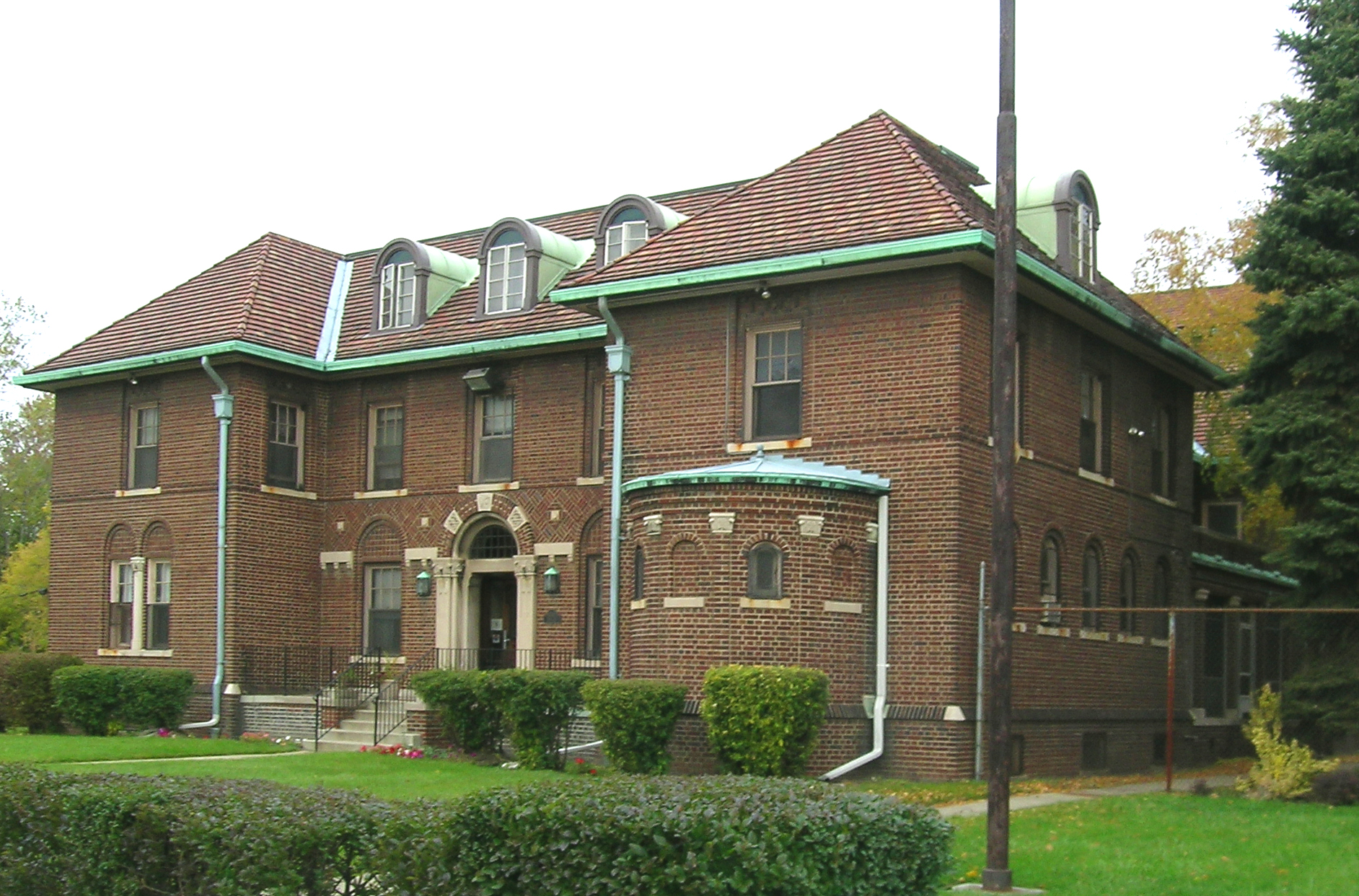
Fachada de la rectoría en la calle Sylvester

El complejo parroquial consta de cuatro edificios: la escuela parroquial (1913), el convento (1926), la rectoría (1926) y la propia iglesia (1929). Todos los edificios son básicamente de estilo neorrománico, con algunos elementos neobizantinos.
La iglesia es la estructura más atractiva visualmente. Está construido en forma de cruz latina, de ladrillo tapiz mixto rojo y marrón. La fachada principal tiene forma de hastial con un pórtico porticado románico que contiene la entrada y tres ventanales en la parte superior. En el frontón se coloca una ventana de rueda. Alas de un solo piso con puertas de entrada flanquean el frente y una torre está ubicada en el lado derecho del edificio.

## Historia
Esta colección de edificios es significativa por su calidad arquitectónica. El primer edificio de la parroquia, la escuela, fue terminado en 1913 por Donaldson y Meier a un costo de 52 000 dólares. El edificio de la escuela incluía una capilla y un salón parroquial. El convento y la rectoría se completaron en 1926, y la iglesia, que costó 130 000 dólares, se completó en 1929.
La disminución de la población en la última parte del siglo XX llevó a la fusión de Santa Catalina con la cercana iglesia católica de San Eduardo en 1970; los edificios de St. Edward's fueron demolidos. En 1989, se cerró la parroquia de Santa Catalina. Una nueva parroquia, bautizada como San Agustín y Santa Mónica, se formó a partir de la antigua Santa Catalina / St. Edward's y St. Bernard's cercano, y actualmente usa los edificios en el complejo.